# بتای صلح‌جو
بتای صلح‌جو یا بتای هلالی (نام علمی: Betta imbellis) گونه ای از گورامی‌های بومی آسیای جنوب شرقی است.

## ویژگی‌ها
این گونه تا حداکثر تا طول ۶ سانتیمتر (۲٫۴ اینچ) رشد می‌کند.

## پراکنش
به‌طور طبیعی در جنوب تایلند، مالزی و اندونزی وجود دارد، اگرچه به سنگاپور نیز معرفی شده است.

## زیستگاه
بتای صلح‌جو در توده‌های آبی کم جریان، از جمله شالیزارها، مرداب‌ها، جویبارها و برکه‌ها، با بستری متشکل از خاک برگ و گل زندگی می‌کند.